# Heinrich Horneck von Weinheim
Heinrich Horneck von Weinheim (* 26. Februar 1843 in Bamberg; † 27. Mai 1896 in Bayreuth) war ein deutscher Offizier, Gutsbesitzer und Reichstagsabgeordneter.

## Leben
Heinrich Horneck von Weinheim entstammte einem kurpfälzischen Adelsgeschlecht mit Ursprung in Weinheim an der Bergstraße, das auch auf Schloss Thurn in Oberfranken ansässig war. Er erhielt Privatunterricht durch einen Hofmeister. Er stand von 1860 bis 1867 in österreichischem Militärdienst beim Fürst Schwarzenberg II. Ulanen-Regiment, aus dem er als Oberstlieutenant ausschied. Er war Ritter des Königlich Bayerischen Haus-Ritterordens vom Heiligen Georg und k.k. Österreichischer Kämmerer. Seine Güter befanden sich in Thurn bei Forchheim, Wiesenthau, Burggaillenreuth und Maroldsweisach.
Von 1877 bis 1884 war er Mitglied des Deutschen Reichstags für den Wahlkreis Oberfranken 5 (Bamberg) und das Zentrum.
Am 23. Januar 1873 heiratete er in Wien Ludwiga Frederike Karoline (* 30. April 1847; † 31. Dezember 1918), eine Tochter von Friedrich Ferdinand von Dalberg-Wallhausen-Datschitz.